# Museo Arqueológico La Merced
El Museo arqueológico La Merced es un museo arqueológico, parte del complejo religioso la Merced, ubicado en el centro histórico de Santiago de Cali, Colombia. 

## El edificio
El 1539 la Orden de la Merced estableció el "Real Convento de Nuestra Señora de las Mercedes, redención de los cautivos" con la finalidad de administrar la doctrina católica a los indígenas de la región. Los mercedarios debieron abandonar las instalaciones del convento e iglesia luego de la expedición de la Ley de Expropiación de Conventos Menores, tras la cual el edificio pasó a manos del Colegio de Santa Librada y fue destinado a la enseñanza de niñas.
Además de ser adecuado para funcionar como colegio, el edificio también ha sido usado como fortín militar y hospital, este último el primero en la ciudad y administrado por la agustinas recoletas, quienes asumieron el control del complejo luego que el colegio les cediera las instalaciones.

## El museo
En la década de 1970 se decidió restaurar el complejo de La Merced, para lo cual el Banco Popular, a través de su Fondo de Promoción de la Cultura (FPC), asumió los costes, y en contraprestación se le vendió el espacio en donde funcionó el primer hospital de la ciudad.
El museo fue inaugurado junto al Museo de Arte Colonial y Religioso, la capilla y el claustro los cuales habían sido restaurados y declarados monumentos nacionales. Al acto asistieron Hernando Uribe Restrepo, presidente del Banco Popular; Inés Flórez de Carvajal, directora de la Asociación Colombiana de Museos; y varios representantes de los sectores eclesiásticos, culturales y políticos de la ciudad y el país.
En el jardín central del museo de haya exhibida una réplica de un hipogeo, construido bajo tierra representativo de la cultura de Tierradentro, en donde se halla en el interior de las montañas. El museo cuenta con una sala para exposición de obras temporales, seis salas permanentes dedicadas a la colección, una sala multifuncional para proyección de videos con capacidad para 120 personas; además, su plazoleta exterior es usada para actividades cívicas, culturales y empresariales.
Tras la venta por parte del Estado del Banco Popular en 1996, el FPC, como entidad privada sin ánimo de lucro, pasó a conservar los objetos y edificios bajo la modalidad de tenencia.

## La colección

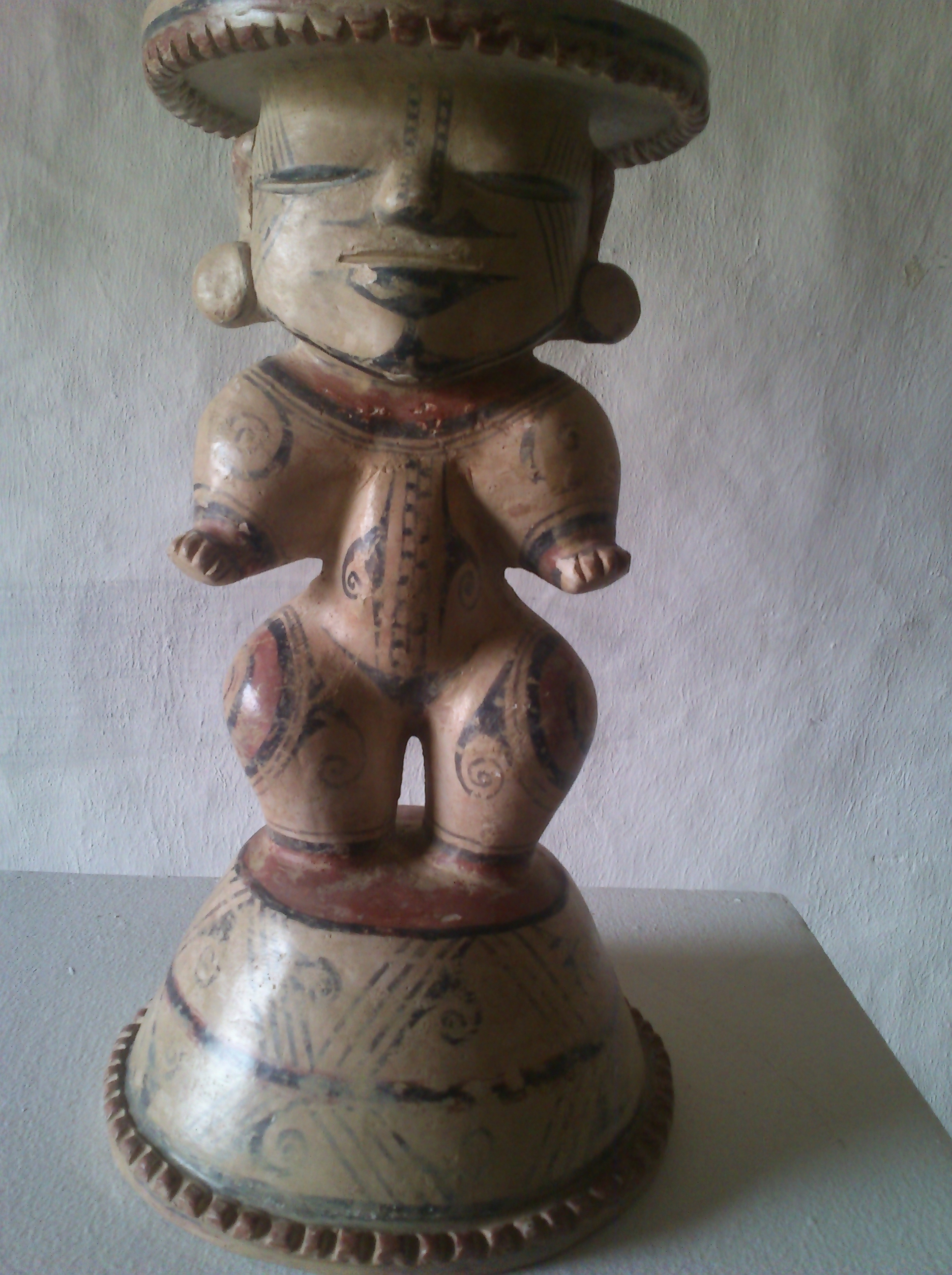
Figura antropomórfica de cerámica.

El museo inició funciones bajo la dirección de Julio Césas Cubillos. La colección inicial contaba con piezas que estaban en los depósitos del Banco Popular en Bogotá, y con la colección que Hernán Borrero Urrutia, gerente de EMCALI, había coleccionado. En la época en la que la legislación colombiana permitía el tráfico de material prehispánico el Museo del Oro Calima adquiría las piezas de oro y el Museo Arqueológico La Merced las piezas de cerámica.
El museo exhibe urnas funerarias, vasijas, ralladores, rodillos, figurillas antropomórficas, alcarrazas, platos, ocarinas, etc, representativas de las culturas Calima, Muisca, Nariño, Quimbaya, San Agustín, Sinú, Tairona, Tierradentro, Tumaco y del Bajo Magdalena.
En conjunto las colecciones del FPC del Banco Popular en el Museo Arqueológico Casa del Marqués de San Jorge y Arqueológico La Merced constituyen la colección de cerámica precolombina más grande del país.